# Anytime At All
Anytime At All - album zespołu Banyan, wydany w 1999 roku.

## Spis utworów
1. Buzzards & Worms - 3:34
2. Justine - 5:04
3. Steel Head - 3:45
4. Looped & Faded - 4:58
5. Grease the System - 4:23
6. La Sirena - 3:10
7. Cactus Soil - 2:15
8. Keep the Change - 4:45
9. Lovin' Them Pounds - 4:39
10. Early Bird - 2:30
11. Sputnik - 6:33
12. The Apple and the Seed - 14:54
13. New Old Hat - 7:18
14. Untitled - 0:04

## Skład
- Stephen Perkins - perkusja
- Willie Waldman - trąbka (utwory 1-3, 6, 8, 9, 11-13)
- Rob Wasserman - Bas (1-3, 8, 12)
- Dave Aron - Clarinet, programowanie (1, 2, 4, 9, 12)
- Martyn LeNoble - Gitara basowa (1)
- Flea - Gitara basowa (5)
- Mike Watt - Gitara basowa (6, 9, 11, 13)
- Clint Wagner - Gitara (1-3, 12)
- Patrick Butler - Gitara (4, 5)
- John Frusciante - Gitara (5, 6)
- Jason Burke - Gitara (8)
- Nels Cline - Gitara (9, 13)
- Buckethead - Gitara (10, 11)
- Ross Rice - Keyboard (1-3, 12)
- Stafford Floyd - Keyboard (4, 12, 13)
- Bad Azz - wokal (3)
- Joey Klaparda - wokal (6)
- Cindy Juarez Perkins - wokal (8)
- Tommy D. - programowanie (8)
- Michael Mattioli - saksofon (2)
- Leo Chelyapov - klarnet (13)
- Tom Lemke - Sound EFX (8, 11)